# Feldzeugmeister
Feldzeugmeister (izvirno nemško Feldzeugmeister, madžarsko táborszernagy; kratica FZM) je bil visoki generalski čin v avstro-ogrski kopenski vojski. V avstro-ogrski vojni mornarici mu je ustrezal čin admirala (Admiral). Nadrejen je bil činu podmaršala in podrejen činu feldmaršala (do leta 1915) oz. generalpolkovniku (1915-19). 
Feldzeugmeister je načeloma poveljeval korpusu.

## Zgodovina
Feldzeugmeister je bil sprva drugi najvišji generalski čin, takoj za feldmaršalom. Samo ime dobesedno pomeni Mojster poljskega voza in je tako sprva predstavljal položaj poveljnika oskrbovalnega dela vojske, kateri je poveljeval feldmaršal. Sčasoma se je iz čina razvil čin generala konjenice in nato še čin generala pehote. Ob koncu obstoja Avstro-Ogrske je bil čin namenjen le artilerijskim generalom.
Čin (oz. vsi trije čini) je spadal v 3. činovni razred (Rangklasse III.).

## Oznaka
Oznaka čina je bila naovratna oznaka, sestavljane iz treh srebrnih zvezd, pritrjenih na en 33 mm široko zlato vezano podlago.